# Confraria dos Gastrónomos do Algarve

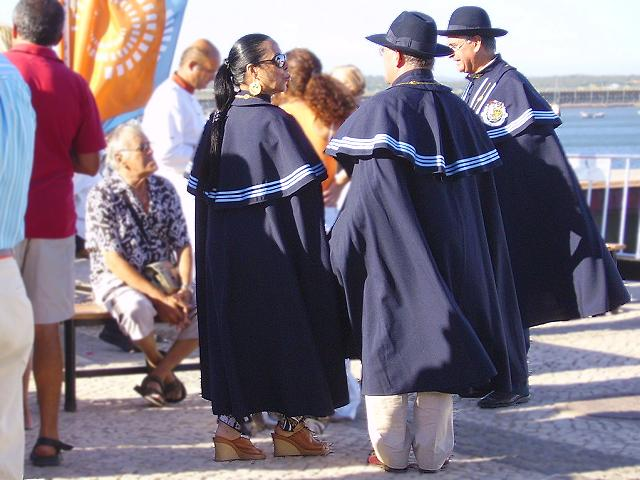
Confrades da Confraria dos Gastrónomos do Algarve, com destaque para a fadista Cidália Moreira.

A Confraria dos Gastrónomos do Algarve é uma confraria gastronómica fundada a 9 de Setembro de 2005. São fundadores: José Manuel Alves, Manuel Mangas e Virgolino Santos. A insigniação realizou-se a 19 de Novembro do mesmo ano em Portimão. Tem como objectivo a preservação e promoção da gastronomia algarvia.
É apadrinhada pela Confraria da Broa de Avintes e pela Confraria dos Nabos e Companhia. Usa traje azul escuro, com rebordo azul claro, e escapulário Azul escuro, azul claro, ouro velho (mar e sol).
Tem sede provisória em Portimão.

## A maior sopa do mundo

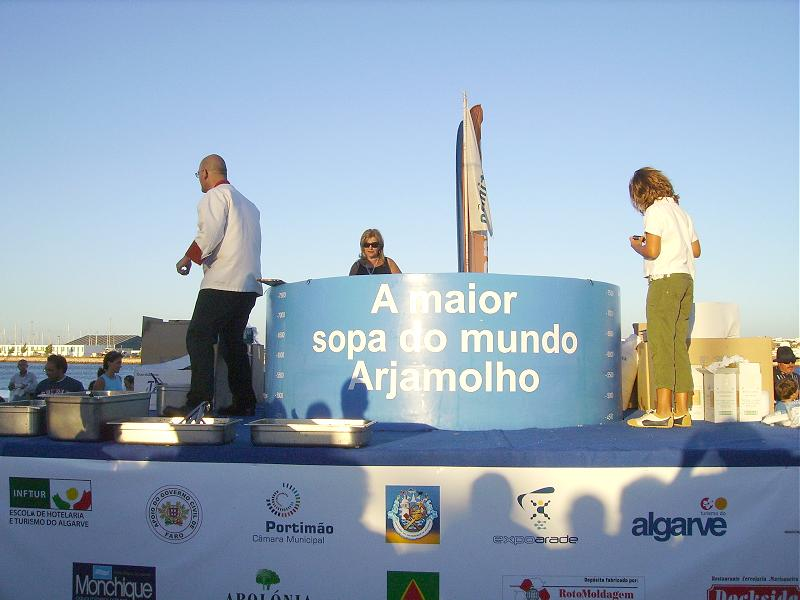
A maior sopa do Mundo - 3 de Agosto de 2006 em Portimão.

A Confraria de Gastrónomos do Algarve conseguiu bater o recorde da maior sopa do mundo através da confecção de um arjamolho gigante com 6.000 litros (uma espécie de gaspacho) servido na cidade de Portimão  (Portugal) a cerca de 4.500 pessoas a 4 de Agosto de 2006, entrando assim para Livro de Recordes do Guiness e destronando o anterior recorde detido pela Liga dos Amigos do Cercal do Alentejo, que havia confeccionado um gaspacho de 4.524 litros em Julho de 2005. Dada a enorme quantidade de ingredientes necessários para a confecção, a confraria utilizou um gigantesco recipiente cilíndrico em acrílico para a mistura da sopa gigante confeccionada por cerca de 30 cozinheiros.